# Piobesi d'Alba
Piobesi d'Alba es una localidad y comune italiana de la provincia de Cuneo, región de Piamonte, con 1.218 habitantes.

## Evolución demográfica
| Gráfica de evolución demográfica de Piobesi d'Alba entre 1861 y 2001 |
|                                                                      |
| Fuente ISTAT - elaboración gráfica de Wikipedia                      |